# Bangladeshs Nationalistparti
Bangladeshs Nationalistparti (Bengali: বাংলাদেশ জাতীয়তাবাদী দল, Bangladesh Jatiotabadi Dôl) är ett nationalistiskt politiskt parti i Bangladesh. Partiet grundades 1978 av general Ziaur Rahman och är idag det största oppositionspartiet i Bangladesh parlament Jatiyo Sangshad. BNP leds av hans änka, Begum Khaleda Zia, som två gånger varit premiärminister och två gånger förlorat till sin huvudmotståndare Hasina Wajed.